# Zabukovje, Šentrupert
Zabukovje je naselje v Občini Šentrupert. Sestoji iz več zaseslkov. To so Gornje Zabukovje, Spodnje Zabukovje, Kozjak, Srasle in Oplenek. Kraj meji na Zaloko, Sotlo in Trstenik.
Skozi Zabukovje teče potok Cetiška. V tem kraju je tudi zajetje tovarne pijač Dana.
Večina prebivalcev se ukvarja s kmetijstvom. Veliko je tudi vikendov oziroma zidanic. V kraju deluje prostovoljno gasilsko društvo (PGD) Zabukovje.